# Список аэропортов Парагвая
Список аэропортов Парагвая:
В Парагвае находятся около 20 аэропортов.
11 из них управляются парагвайским национальным управлением гражданской авиации — DINAC (порт. DIRECCION NACIONAL DE AERONAUTICA CIVIL), в том числе два крупнейших международных аэропортов страны.
| Город                       | ИКАО | ИАТА | Тип аэропорта | Название аэропорта                                   |
| --------------------------- | ---- | ---- | ------------- | ---------------------------------------------------- |
| Асунсьон                    | SGAS | ASU  | Международный | Международный аэропорт имени Сильвио Петтиросси      |
| Минга-Гуасу                 | SGAS | AGT  | Международный | Международный аэропорт Гуарани                       |
| Марискаль-Эстигаррибия      | SGME | ESG  | Международный | Международный аэропорт имени Луиса Марии Арганьи     |
| Педро-Хуан-Кабальеро        | SGPJ | PJC  | Международный | Международный аэропорт имени Аугусто Роберто Фустера |
| Энкарнасьон                 | SGEN | ENO  | Международный | Международный аэропорт имени Амина Аюба Гонсалеса    |
| Филадельфия                 | SGFI | FLM  |               | Аэропорт Филадельфия                                 |
| Айолас (Мисьонес)           | SGAY | AYO  |               | Аэропорт Хуан де Айолас                              |
| Консепсьон                  | SGCO | CIO  |               | Аэропорт имени Кармело Перальты                      |
| Пилар                       | SGPI | PIL  |               | Аэропорт имени Карлоса Мигеля Хименеса               |
| Пуэрто-Касадо               | SGLV |      |               | Ла Виктория аэропорт                                 |
| Вилья Айес (Пресиденте-Аес) | SGNB |      |               | Вилья Айес аэропорт                                  |
| Санта Тереза (Амамбай)      | SGST |      | Военный       | Санта Тереза                                         |